# BESYS
BESYS (Bell Operating System) — операційна система, створена в 1957 році компанією Bell Labs для власних потреб її обчислювального центру.

## Історія
У середині 50-х років дослідницький відділ корпорації Bell System придбав для свого комп'ютерного центра кілька нових комп'ютерів. Величезні махини, куплені за мільйони доларів в IBM, призначалися для проведення розробок у поки ще мало вивченій комп'ютерній області. Але коли вчені Bell освоїлися на встановлених мейнфреймах, стало ясно, що програмне забезпечення, що йде в поставці, зовсім не підходить для повноцінної дослідницької роботи. А через відсутність операційної системи все доводилося робити вручну, що забирало багато часу й сил. Тому що більшість співробітників відділу були досвідченими програмістами, вони вирішили створити ОС самотужки. І втілити в ній усе, що їм було потрібно.
Спільними зусиллями розробка системи BESYS зайняла менше року, і в 1957 р. вона була встановлена на всіх машинах комп'ютерного центра. Автори BESYS не збиралися поширювати програму за межами Bell — вона призначалася винятково для внутрішніх потреб. Але коли деякі дослідницькі інститути виявили цікавість до розробки, співробітники найбільшої телефонної компанії вислали всім охочим копії на магнітних стрічках.
В 1964 р. Bell Labs придбала нове дороге обладнання, включаючи могутніші комп'ютери, установлені в дослідницькому відділі. Програмісти компанії знову зіштовхнулися зі старою проблемою. BESYS була заточена[що?]ЇЇ під конкретну платформу й не працювала на нових машинах, а IBM як і раніше мало піклувалася про програми, займаючись створенням винятково заліза. Залишалося розраховувати тільки на себе. Втім, представники інших організацій теж були зацікавлені в написанні нової операційної системи.
До того часу комп'ютерне співтовариство захопила ідея поділу машинного часу. Нова технологія, запропонована командою Фернандо Корбато з Массачусетського Обчислювального Центру, давала можливість працювати на одному комп'ютері кільком людям одночасно. Не потрібно було чекати своєї черги, ресурси комп'ютера розподілялися між всіма активними користувачами. У такий спосіб не тільки заощаджувався дорогий машинний час — програмістам стало набагато зручніше працювати разом над одним проектом. Уперше Compatible Time-Sharing System (CTSS) була запущена в 1961 на модифікованому комп'ютері IBM 7094 і за допомогою комунікаційного контролера з'єднала 30 терміналів. Трохи пізніше цю технологію перейняли в Університеті Кембридж. Незважаючи на очевидні достоїнства системи, у неї було багато супротивників, в основному серед студентів МТІ. Хлопці, які проводили увесь свій час біля комп'ютерів і використовували їхні ресурси по максимуму, не могли погодитися з тим, що тепер потужністю прийдеться ділитися з кимось іще. Попри це, провідні комп'ютерники визнавали — за CTSS майбутнє. І якщо писати операційну систему — у її основі повинна лежати система поділу часу.